# شهدطوطیک اطلسی
شهدطوطیک اطلسی یا شهدطوطیک لاجوردی (نام علمی: Vini ultramarina) گونه‌ای از طوطی‌های خانواده طوطیان سبز است که بومی جزایر مارکیز است. زیستگاه‌های طبیعی آن جنگل‌های دشت نمناک نیمه‌گرمسیری یا گرمسیری، جنگل‌های کوهستانی مرطوب نیمه‌گرمسیری یا گرمسیری و کشتزارها است. عمدتاً با ورود موش سیاه و همچنین جنگل‌زدایی تهدید می‌شود.